# Thangka (geldeenheid)

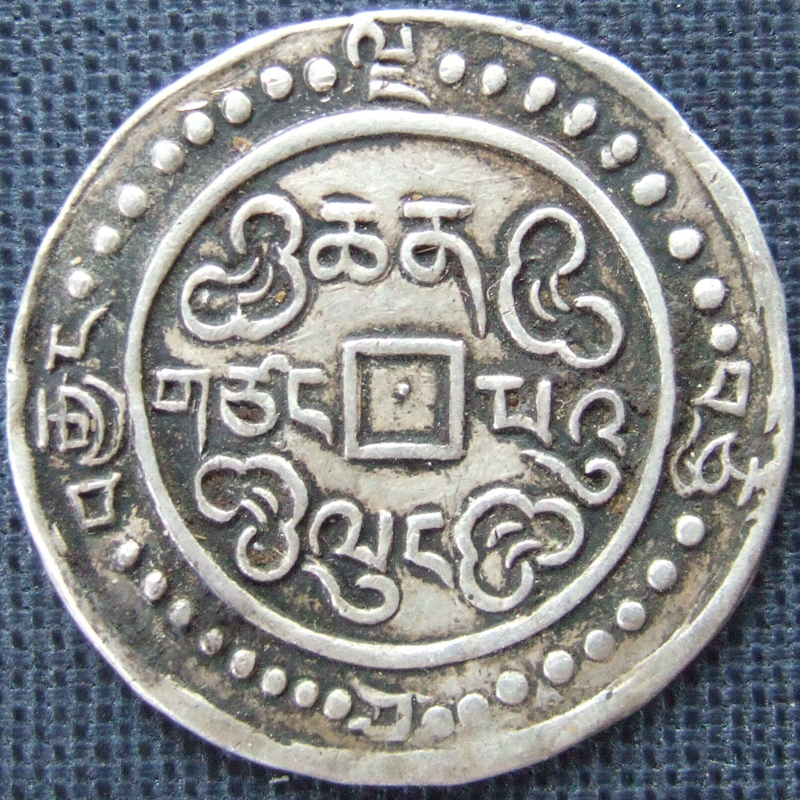
Tibetaanse Thangka, gedateerd in het jaar 58 van het Qian Longtijdperk

De tangka, ook wel trangka, tam of tamga was een geldeenheid in Tibet van 1912 tot 1941. Ze was verdeeld in 15 skar of 1,5 sho, en was in omloop naast de srang. Een srang was evenveel waard als 10 sho (van de tangka). Omgekeerd was een tangka evenveel waard als 15 skar (van de srang). De tangka-munt bestond uit een zilverlegering van tussen de 5,4 en 5,6 gram.
De tangka werd uitgegeven als zilverstuk en als bankbiljet. Tijdens zijn Zeven jaar in Tibet ontwierp Heinrich Harrer bankbiljetten en Tibetaanse postzegels.